# Saint-Nicolas-de-Bourgueil
Saint-Nicolas-de-Bourgueil – miejscowość i gmina we Francji, w Regionie Centralnym, w departamencie Indre i Loara.
Według danych na rok 1990 gminę zamieszkiwało 1176 osób, a gęstość zaludnienia wynosiła 32 osoby/km² (wśród 1842 gmin Regionu Centralnego Saint-Nicolas-de-Bourgueil plasuje się na 334. miejscu pod względem liczby ludności, natomiast pod względem powierzchni na miejscu 217.).